# Litteraturåret 1917

## Händelser
- 15 mars – Max Jacob, Vicente Huidobro, Guillaume Apollinaire och Pierre Reverdy grundar den inflytelserika tidskriften Nord-Sud.

## Priser och utmärkelser
- Nobelpriset – Karl Gjellerup och Henrik Pontoppidan, Danmark[1]
- De Nios Stora Pris – K.G. Ossiannilsson, Marika Stiernstedt
- Kleistpriset – Walter Hasenclever, Tyskland för hans bearbetning av Sofokles antikrigsdrama Antigone
- Letterstedtska priset för översättningar – Axel Åkerblom för tolkningarna i Norrœna dikter och M.L. Wistén för Åsgrimsons dikt "Lilja"
- Svenska Akademiens stora pris – Fredrik Böök

## Nya böcker

### A – G
- Bengt Blancks sentimentala resa av Gustaf Hellström
- Den siste Kergoël av Gunnar Cederschiöld
- Elden av Bo Bergman
- Ett experiment, pjäs av Hjalmar Bergman

### H – N
- Herrgården av John Galsworthy
- Markens gröda av Knut Hamsun
- Mor i Sutre av Hjalmar Bergman
- Negrer (studier och äfventyr i Franska Väst-Afrika) av Gunnar Cederschiöld

### O – U
- Revolutionen och staten (även kallad Staten och revolutionen) av Vladimir Lenin
- Red Cross and Ironcross av Axel Munthe
- Sista människan av Pär Lagerkvist

### V – Ö
- Vapenaffären av Anders Eje
- Vredens portar av Arnold Bennett
- Ysaïl av Henning Berger

## Födda
- 1 januari – Albert Mol, nederländsk författare, skådespelare och TV-profil.
- 11 februari – Sidney Sheldon, amerikansk författare.
- 15 februari – Egil Holmsen, svensk regissör, manusförfattare, journalist, författare och skådespelare.
- 20 februari – Gustaf von Platen, svensk journalist och författare.
- 22 februari – Jane Bowles, amerikansk romanförfattare och dramatiker.
- 23 februari – Helga Henschen, svensk konstnär, författare och illustratör.
- 25 februari – Anthony Burgess, brittisk författare.
- 11 mars – Göran Schildt, finlandssvensk författare och konsthistoriker.
- 19 april – Sven Hassel, dansk författare och krigsveteran.
- 10 maj – Kai Curry-Lindahl, svensk zoolog och författare.
- 13 juni – Augusto Roa Bastos, paraguayansk författare.
- 22 augusti – Per Anders Fogelström, svensk författare.
- 14 december – Tove Ditlevsen, dansk poet och författare.
- 14 december – C.-H. Hermansson, svensk politiker, vpk-ledare 1964–75, författare.
- 16 december – Sir Arthur C. Clarke, brittisk science fiction-författare.
- 21 december – Heinrich Böll, tysk författare, nobelpristagare 1972.
- 24 december – Frithjof Sælen, norsk illustratör, författare och motståndsman under kriget.

## Avlidna
- 17 augusti – Hubert Henry Davies, 48, brittisk dramatiker.
- 28 september – T.E. Hulme, 34, engelsk kritiker och poet.
- 16 oktober – Walter Flex, 30, tysk poet.

### Fotnoter
1. ↑  ”Nobelpriset i litteratur”. https://www.nobelprize.org/prizes/lists/all-nobel-prizes-in-literature/. Läst 20 mars 2011.